# Joseph Menter
Joseph Menter, född den 17 januari 1808 i Daudenkofen vid Landshut (Bayern), död den 18 april 1856 i München, var en tysk violoncellist och musikpedagog.
Menter fick sin utbildning i München hos Philipp Moralt. Som många av hans kolleger spelade han först violin, för att sedan gå över till violoncell. Kort efter att han hade avslutat sitt 21:a levnadsår erhöll Menter en anställning i hohenzollerska orkestern i Hechingen. 1833 blev han kallad till München, där han kom att stanna till sin död.
Menter blev i synnerhet känd genom sina konsertresor genom Tyskland, Österrike, Nederländerna och Belgien samt till England, liksom genom ett flertal kompositioner för cello, av vilka några publicerades först efter hans död. Han var far till den kända pianisten Sophie Menter.

## Elever
- Georg Goltermann
- Joseph Werner
- Ferdinand Buchler
- Valentin Müller